# الحرية الدينية في تركمانستان
ينصّ الدستورُ في تركمانستان على حريّة الدين ولا يقرّ بدينٍ رسميّ للدولة؛ بيد أن الحكومة تفرض في الواقع قيودًا قانونية على جميع أشكال التعبير الديني. يتعين على الجماعات كافّةً التسجيلُ للحصول على المركز القانوني؛ يعتبر النشاط الديني غير المسجل غير قانونيِ وقد يعاقب بالغرامة الإدارية. قيّد قانون عام 1996 المتعلّق بالدين والتعديلات التي أدخلت عليه عام 1999 بالفعل التسجيل لصالح أكبر جماعتين دينيّتين فقط: المسلمون السنّة والروس الأرثوذكس، وجرّم النشاط الديني غير المسجّل، إلا أن المراسيم الرئاسية الصّادرة عام 2000 خفضت بشكل كبير الحدود العدديّة للتسجيل وألغت العقوبات الجنائية المفروضة على النشاط الديني غير المسجل؛ وما تزال العقوبات المدنية قائمة. ونتيجة لهذا، تمكنت تسع مجموعات دينية من الأقليات من تسجيل نفسها، وسمحت حكومة تركمانستان لبعض الجماعات الأخرى بعقد اللقاءات مع تقليص إجراءات التدقيق والتفتيش.
لم يطرأ تغيير كبير على درجة التسامح الديني من جانب حكومة تركمانستان خلال الفترة المشمولة بهذا التقرير، وهناك تطورات مقلقة في معاملة بعض الجماعات غير المسجلة. في أعقاب انخفاض حاد في المضايقات التي تعرّضت لها كل من المجموعات المسجلة وغير المسجلة في أواخر عام 2006، بدأت من جديد في فبراير 2007 إساءة معاملة بعض أفراد الأقليات الدينية المسجلة وغير المسجلة، على غرار ما حدث في الفترات المشمولة بالتقرير السابق. في 21 ديسمبر 2006، توفي الرئيس صفرمراد نيازوف، وعيّن مجلس أمن الدولة نائب رئيس مجلس الوزراء ووزير الصحة قربانقلي بردي محمدوف رئيسًا بالنيابة؛ انتُخب بردي محمدوف رئيسًا للبلاد في فبراير 2007. خلال فترة التقرير، لم تكن هناك مؤشرات على أن حكومة تركمانستان تعتزم إلغاء أو تعديل السياسات السابقة المتعلقة بالحرية الدينية، وهددت الحكومة التركمانية أفراد الأقليات الدينية بفرض غرامات مالية وفقد فرص العمل والسكن والسجن بسبب معتقداتهم.
لم تَرِد أيّ تقارير عن حدوث انتهاكات أو عنف في المجتمع على أساس المعتقدات أو الممارسات الدينية. يعتبر الأغلبية الساحقة من المواطنين أنفسهم مسلمين سنيين؛ إذ ترتبط الهوية التركمانية العرقية بالإسلام. يُنظر إلى التركمان الذين يختارون التحوّل والانضمام إلى مجموعات دينية أخرى، وخاصة الجماعات البروتستانتية، بعين الشك وينبذون في بعض الأحيان. تاريخيًّا، فإن المجتمع التركماني متسامحٌ ومتقبل لمختلف المعتقدات الدينية. 

## الدين في تركمانستان
إن تركمان دولة تركمانستان، ومثل جيرانهم في أوزباكستان وأفغانستان وإيران، مسلمون. إجمالًا، تبلغ نسبة المسلمين في تركمانستان 89٪، و9٪ هم أرثوذكسيون شرقيون. وأغلب من لديهم أصول عرقية روسية هم مسيحيون أرثوذكس. الـ 2% المتبقيين دياناتهم غير معروفة.
يعرّف الغالبية العظمى من التركمان أنفسهم كمسلمين ويعترفون بالإسلام كجزء لا يتجزأ من تراثهم الثقافي. مع ذلك، هناك بعض الذين يدعمون إحياء مكانة الدين فقط كعنصر من عناصر النهضة الوطنية.

## وضع الحرية الدينية

### الإطار القانوني والسياسي
ينص الدستور على حرية الدين؛ بيد أن الحكومة تقيّد هذه الحقوق على أرض الواقع. يحظر القانون الجنائي انتهاكات الحرية الدينية أو الاضطهاد من جانب جهات خاصة؛ لكن في الواقع لا يطبق القانون. في عام 2004، نشرت الحكومة تعديلات على قانون عام 2003 المتعلق بالدين، وخفضت الحدود العددية للتسجيل من 500 عضو إلى 5 أعضاء، وجعلت جميع فئات الأقليات مؤهلة للتسجيل. وقد حددت التعديلات فئتين من التركيبات الدينية، هما: الجماعات الدينية (التي تضم ما لا يقل عن 5 أعضاء في السن القانونية) والمنظمات الدينية (التي تضم 50 عضوًا على الأقل). كانت هناك الكثير من الأمور غير الواضحة في القانون.
يُلزم قانون عام 2003 جميع المنظمات الدينيّة بتسجيل نفسها، ويُعد تشغيل المنظمات الدينية غير المسجلة جريمة جنائيّة، ويفرض المزيد من القيود على التعليم الديني، ويراقب ويرصد المساعدات المالية والمادية للجماعات الدينية القادمة من مصادر أجنبية. استجابة للضغوط الدولية، رفع مرسوم رئاسي صدر عام 2004 العقوبات الجنائية. ما يزال القانون المدني المتبقي يسمح للحكومة بالسيطرة على الحياة الدينية وتقييد أنشطة جميع الجماعات الدينية. لم ينظم قانون عام 2003 الأنشطة الدينية في أماكن أخرى غير التي سجّلت فيها جماعة معينة. في أكتوبر 2005، أعلنت الحكومة عن إجراء مؤقت لتسجيل الفروع للجماعات الدينية عن طريق إصدار الوكالات الرسمية. ذكر ممثلو وزارة العدل أيضًا أنه سيتم إدخال تعديلات على قانون عام 2003 المتعلق بالدين، والتي ستهدف إلى تنظيم مسألة تسجيل الفروع، ولكن هذا لم يحدث خلال الفترة المشمولة بالتقرير.
وقّع الرئيس السابق نيازوف عام 2004 مرسومًا يقضي بتعزيز وتحسين قانون عام 2003 بشأن الممارسات الدينية والمنظمات الدينية وزيادة رسوم التسجيل للمنظمات الدينية إلى 100 دولار (2.5 مليون مانات بمعدل غير رسمي). بالإضافة إلى ذلك، أعفى المرسوم وزارة العدل من واجب نشر قائمة بالمنظمات الدينية المسجلة لأغراض الشفافية في وسائط الإعلام المحلية. ترتب على عدم نشر القائمة، أن أصبحت الجماعات الدينية المسجّلة قانونيًّا أكثر عزلة وأصبح الناس أقل قدرة على الرد عند تحرش السلطات بمجموعات مسجّلة. كما أعطى القانون وزارة العدل الحق في إلغاء تسجيل أي جماعة في حال اتهمت بالغموض.
يقدم مجلس الشؤون الدينية المعين من الحكومة تقارير إلى الرئيس، ويعمل ظاهريًّا كوسيط بين البيروقراطية الحكومية والمنظمات الدينية المسجلة، ويضمّ أئمة المسلمين السنة ورئيس الكنيسة الأرثوذكسية الروسية، فضلًا عن ممثلين عن الحكومة، ولكن لا يوجد ممثلون عن الأقليات الدينية.
في الواقع يعمل مجلس الشؤون الدينيّة كذراعٍ للدولة، إذ يمارس السيطرة المباشرة على توظيف وترقية وإقالة رجال الدين من المسلمين السنة والروس الأرثوذكس، فضلًا عن المساعدة في التحكم والسيطرة على كل المنشورات والأنشطة الدينية. تتولى قوات الأمن تنفيذ أوامره، خصوصًا الإدارة السادسة لوزارة الداخلية، وليس له دور في تعزيز الحوار بين الأديان. على الرغم من أن الحكومة لا تفضّل رسميًا أي دين على آخر، فإنها قدمت دعمًا ماليًّا وغير مالي إلى مجلس الشؤون الدينية من أجل بناء مساجد جديدة. تدفع الحكومة أيضًا مرتبات معظم رجال الدين المسلمين، وتوافق على جميع التعيينات في مناصب كبار رجال الدين، وتطلب منهم تقديم تقارير إلى مجلس الشؤون الدينية بشكل منتظم.
حتى يونيو 2004، كانت الجهات الحكومية بكل المستويات، بما فيها المحاكم، قد فسرت القوانين بطريقة تنطوي على التمييز ضد من يمارسون أي دين غير الإسلام السني أو المسيحية الأرثوذكسية الروسية، اللذين كانت جماعتاهما الجماعتين الوحيدتين المسجّلتين.
خفّض المرسوم الصادر عام 2004 الحد الأدنى المطلوب لعدد الأتباع للتسجيل، وفي السنة التالية لهذا المرسوم، سُجّلت تسع مجموعات دينية أخرى، منها: الكنيسة المسيحية البروتسنتانية الإنجيلية في تركمانستان، والطائفة البهائية في تركمانستان، وكنيسة المسيح الدولية، والكنيسة الرسولية الجديدة في تركمانستان. تألفت كل جماعة من هذه الجماعات من أقل من خمسين عضوًا.
ظلّ المسلمون الشيعة غير مسجلين، ولم ترد أي تقارير عن محاولتهم التسجيل منذ المرسوم الصادر في مارس 2004، رغم أنهم ظلوا على اتصال مع مجلس الشؤون الدينية.
على أرض الواقع، أدت السياسات الحكومية بما فيها السياسات على مستوى المدن، مثل لوائح تقسيم المناطق المتعلقة باستخدام المساكن الخاصة، إلى صعوبات لبعض الجماعات في إيجاد أماكن لإقامة شعائر العبادة. وفقًا للقانون الوطني للسكان، لا يسمح بأي نشاط ديني في المنازل الخاصة أو في القاعات العامة الواقعة في المناطق السكنية، إلا أنه يُسمح لجماعتين دينيّتين مسجلتين، هما: الطائفة البهائية وجمعية وعي كريشنا، بعقد لقاءات العبادة في المنازل.
يُحظر على الجماعات الدينية غير المسجلة والفروع غير المسجلة للجماعات الدينية تنظيم أنشطة دينية، بما في ذلك التجمع ونشر المواد الدينية والتبشير. أوقفت السلطات الحكومية اجتماعات الجماعات الدينية غير المسجلة، ويغرّمُ المشاركون في تلك الجماعات ويتعرّضون للاعتقال الإداري (غير الجنائي) بموجب القانون الإداري، كما وتحظر الحكومة الأنشطة التبشيرية الأجنبية والمنظمات الدينية الأجنبية؛ بيد أن القانون لا يقيد أو ينتهك حرية وخيارات العبادة للأجانب.
دمجت الحكومة بعض جوانب التقاليد الإسلامية في جهودها الرامية إلى إعادة تحديد الهوية الوطنية. على سبيل المثال، قامت الحكومة ببناء مساجد ضخمة، مثل المساجد في عشق آباد، وجيجاك. على الرغم من اعتناقها وتبنيّها لجوانب معينة من الثقافة الإسلامية، فإن الحكومة تشعر بالقلق إزاء التأثير الإسلامي الخارجيّ وتفسير الإسلام من السكان المحليين المؤمنين به. تعزز الحكومة الفهم المعتدل للإسلام على أساس التقاليد الدينية والوطنية التركمانية. في أبريل 2007، زار الرئيس بردي محمدوف المملكة العربية السعودية وأدى شعائر العمرة في مكة، مستذكرًا عمرة الرئيس السابق نيازوف في عام 1992.
حثّ مجلس الشؤون الدينية الأئمة على إيلاء اهتمام أكبر للكتب الروحية - الاجتماعية للرئيس نيازوف حول الثقافة والتراث، وهما كتابا رسالة الورح (روح نامة) ورسالة الروح الثاني، من خلال تعليمهم كنصوص مقدسة ووضعهم بجوار القرآن في بعض المساجد. رغم أن البلاد انتخبت رئيسًا جديدًا في فبراير 2007، فإن هذه السياسة لم تتغير. كُتبت عباراتٌ من كتاب روح نامة على المسجد الكبير في قرية جيجاك التي عاش فيها الرئيس السابق نيازوف.
في عام 2003، حوكم مفتي البلاد السابق نصر الله بن عباد الله الذي حظي باحترام واسع بمحاكمة سرية، وحكم عليه عام 2004 بالسجن لمدة 22 عامًا. لاحقًا، حُكم بديل ابن عباد الله، كاكاجلدي دي ويباييف، تحت الإقامة الجبرية بتهمة «سوء السلوك» - بما في ذلك شرب الخمر والعلاقات النسائيّة المتعدّدة، ثم حل محله عام 2004 روشين ألابيردييف البالغ من العمر 27 عامًا آنذاك.
ترعى الدولة المساجد ورجال الدين المسلمين وتموّلهم، وتُموَّل الكنيسة الأرثوذكسية الروسية والجماعات الدينية الأخرى بشكل مستقل. لا تعترف الحكومة إلا بأيام المسلمين السنّة كأعياد وطنية، منها عيد الأضحى، الذي يتضمن عطلة مدة 3 أيام بمناسبة انتهاء موسم الحج، وعيد الفطر، بمناسبة نهاية شهر رمضان، شهر الصيام عند المسلمين.
لا يتلقى الطلاب أي تعليم ديني رسمي في المدارس العامة؛ بيد أن الحكومة تطلب من جميع المدارس والمعاهد العامة للتعليم العالي أن تقدم دورسًا حول كتاب روح نامة بشكل منتظم، وتشترط وزارة التعليم على كل طفل أن يحضر نسخة شخصية من هذا الكتاب إلى المدرسة. أثار الرئيس بردي محمدوف مسألة إصلاح التعليم في يناير 2007، ولكن لم يطرأ أي تغيير بحلول نهاية الفترة المشمولة بالتقرير.

### القيود المفروضة على الحريّة الدينيّة
حظرت الحكومة بشكل رسميّ كل الجماعات المتطرفة التي تدعو إلى العنف فقط، ولكنها صنّفت أيضًا الجماعات الإسلامية التي تدعو إلى تفسير العقيدة الدينية الإسلامية تفسيرًا متشدّدًا بأنها «متطرفة». ما تزال أنشطة الجماعات الدينية غير المسجلة غير قانونية، إذ يخضع المنتهكون للغرامات والسجن الإداري بموجب القانون الإداري.

### انتهاكات الحرية الدينية
في أعقاب حدوث انخفاض كبير في المضايقات التي تتعرض لها كل من المجموعات المسجلة وغير المسجلة أواخر عام 2006، بدأت من جديد إساءة معاملة بعض أفراد الأقليات الدينية المسجلين وغير المسجلين بعد تنصيب الرئيس بردي محمدوف في فبراير 2007. وهددت الحكومة أفراد الأقليات الدينية بفرض غرامات عليهم، وفقدان فرص العمل والسكن، والسجن بسبب معتقداتهم. كما وردت تقارير عن عمليات اقتحام.